# Hijo de Dios (novela)
Hijo de Dios (Child of God, 1973) es la tercera novela del escritor estadounidense Cormac McCarthy. 
Aunque la novela recibió una buena acogida crítica, no fue un éxito comercial. Al igual que su predecesora, Outer Dark (1968, La oscuridad exterior), Hijo de Dios reafirmó el interés de McCarthy en el uso del aislamiento extremo, la perversidad y la violencia para representar la experiencia humana normal. 
McCarthy ignora, además, determinadas convenciones literarias - por ejemplo, no usa marcas para los diálogos - y cambia constantemente entre distintos estilos de escritura, como la descripción objetiva, la prosa casi poética, y la narración coloquial en primera persona (en la que el hablante queda sin identificar).

## Argumento
Situada en el montañoso condado de Sevier, en Tennessee, Hijo de Dios cuenta la historia de Lester Ballard, un hombre violento y desahuciado que el narrador describe como "un hijo de Dios más o menos como tú". La vida de Ballard es un desastroso intento de existir al margen del orden social. Sucesivamente privado de hogar y familiares y con muy pocas otras ataduras, Ballard desciende literal y figuradamente al nivel de un cavernícola cuando se hunde en el crimen y la degradación.

## Temas
Uno de los principales temas de la novela es el de la perversión sexual, específicamente centrado en la necrofilia y la pedofilia. Ballard, del que en la novela se deja claro que es incapaz de mantener relaciones convencionales con las mujeres, cae en la necrofilia tras encontrar a una pareja muerta en el interior de un coche. Y una vez que este primer amor desaparece en un fuego que él provoca, se crea parejas muertas matándolas con su rifle. Ballard no hace tampoco distinción entre mujeres y niñas, como cuando mata a una niña. 
Otro tema examinado en la novela es el survivalismo. A medida que el mundo real va arrinconando a Ballard, hay muchos ejemplos de acciones encaminadas a garantizarle su supervivencia, desde el robo de comida hasta una particularmente intrincada huida tras ser capturado por un grupo de hombres vengativos. 
Indirectamente, la novela examina también el racismo al usar libremente la palabra negro para describir a los afroamericanos aunque ninguno de los principales personajes de la novela es negro.

## Trasfondo histórico y polémicas
El autor dijo en una entrevista que el personaje de Ballard está basado en una figura histórica anónima.
A pesar de su aura irreal, Hijo de Dios contiene múltiples detalles sobre el condado de Sevier, en Tennesis, entre ellos referencias a grupos locales al estilo del Ku Klux Klan de la década de 1890 conocidos como Las gorras blancas (White Caps, en inglés) y Bluebills. El abuelo de Ballard perteneció a un White Caps. Entre las víctimas de los White Caps históricos estaban de forma destacada diversas mujeres acusadas de comportamiento inmoral, una circunstancia que podría estar temáticamente conectada con las acciones de Ballard.
En octubre de 2007 el libro se situó en el centro de una polémica escolar. En la Jim Ned High School en Tuscola, Texas, Kaleb Tierce, profesor de inglés y entrenador en Jim Ned, encargó un trabajo sobre un libro para el que un alumno de 14 años seleccionó el de McCarthy. Tierce fue suspendido de empleo con sueldo después de que la madre del estudiante se quejase. Además, hubo de hacer frente a cargos criminales. Tras una investigación, el departamento del sheriff no encontró motivos para esos cargos, y el caso está en manos del Fiscal de distrito para determinar si se cometió algún delito.